# Zgromadzenie Wszystkich Istot
Zgromadzenie Wszystkich Istot – forma warsztatów (praktyk grupowych) zapoczątkowana przez Joannę Macy i Johna Seeda, które powstały przez połączenie elementów autorskich warsztatów Joanny Macy pod nazwą „Rozpacz i umocnienie” z założeniami filozofii głębokiej ekologii Arne Næssa. Warsztaty te mają na celu budzenie bliższych związków z przyrodą, rozbudzanie świadomości ekologicznej, zakładają, że ignorancja czy obojętność ludzi na niszczenie Ziemi nie jest spowodowane brakiem informacji a brakiem zdolności przeżywania tych informacji, strachem przed uczuciem rozpaczy, które one mogą wywołać. 
Warsztaty odwołują się do zasad głębokiej ekologii, rytuałów pochodzących z różnych kultur oraz współczesnej psychologii.
Warsztaty odbywają się w formie rytuału, który umożliwia przygotowanie do bezpośredniego działania w obronie Natury, pogłębiają identyfikację z Ziemią, umieszczają samo działania w szerszej perspektywie. Działanie w obronie jakiegoś miejsca, wykracza poza wąskie pojęcie jaźni samego człowieka i pozycję jego własnych poglądów i przekonań, na rzecz większej jaźni – jaźni planetarnej, jaźni Ziemi.
W Polsce warsztaty Zgromadzenie Wszystkich Istot prowadzone są regularnie w ośrodku edukacji ekologicznej stowarzyszenia Pracownia na rzecz Wszystkich Istot.

## Struktura warsztatu
Strukturę warsztatu opisał Joseph Havens. Przedstawia się ona następująco:
1. Uświadomienie sobie i zrozumienie trudnej, kryzysowej sytuacji.
2. Punkt zwrotny.
3. Budowanie energii i mocy.

Warsztaty rozpoczynają się integracją i otwarciem członków na siebie wzajemnie i na otaczającą przyrodę, pogłębianiu związków z całą przyrodą.
Uczestnicy żegnają się z tym, czego odejście wywołuje u nich ból i cierpienie.
Ostatnim punktem warsztatu jest Zgromadzenie wszystkich istot. Uczestnicy warsztatu wykonują maski, które symbolizują istoty, w imieniu których przemawiają. Spotykają się w kręgu, aby wspólnie naradzić się nad sposobami pomocy ginącej przyrodzie.

## Publikacje dotyczące warsztatów Zgromadzenie Wszystkich Istot
- John Seed, Joanna Macy, Pat Fleming, Arne Naess: Myśląc jak góra, Zgromadzenie Wszystkich Istot. Opracowanie polskiego wydania: Stacja Edukacji Ekologicznej „Pracownia na rzecz Wszystkich Istot” i Bolesław Rok, Wydawnictwo Pusty Obłok, Warszawa 1992. Tytuł oryginału: „Thinking Like a Mountain. Towards a Counsil of All Beings”, rok wydania 1988
- Janusz Korbel (red.): Rytuał dla Matki Ziemi. Pracownia na rzecz Wszystkich Istot, Bielsko-Biała 1992
- Janusz Korbel: Uwagi o prowadzeniu warsztatów. Pracownia na rzecz Wszystkich Istot, Bielsko-Biała 1996
- Ryszard Kulik: Jak kształtować postawy proekologiczne. Trening grupowy w edukacji ekologicznej. Wydawnictwo Naukowe Śląsk, Katowice 2001

## Zgromadzenie Wszystkich Istot w filmie
W 1992 r. warsztaty Zgromadzenie Wszystkich Istot zainspirowały aktorkę Lucynę Winnicką, z jej inicjatywy reżyser Krzysztof Jasiński podjął się realizacji filmu o warsztatach. Muzykę do filmu stworzył Teatru Dźwięku Atman. W filmie zagrali m.in.: Krzysztof Kolberger, Dorota Stalińska, Iga Cembrzyńska.